# Deus Ex
Deus Ex е компютърна игра, издадена през 2000 година от Ion Storm, със сюжет в стила киберпънк. Действието се развива през 2052 година когато главния герой – новоназначения агент в антитерористичната коалиция на обединените нации Джей Си Дентън – преследва терористите, които стават все повече и светът се движи към хаос. Дентън се оказва вплетен в дълбока и древна конспирация и се сблъсква с измислените превъплъщения на организации като Маджестик-12, Илюминатите, Триадите в Хонконг и рицарите Тамплиери. Играта комбинира екшън от първо лице, възможност за развитие на героя и взаимоотношения като при ролева игра. Името на играта идва от латинското deus ex machina, което означава човек или събитие, предоставящи внезапно неочаквано решение или буквално, „бог от машината“. Очевидно става въпрос за главния герой на играта Джей Си Дентън.
Играта е базирана на модифицираната графична машина на Unreal Tournament. Правят впечатление обстановките, често взети от реални места, както и възможностите за сложни тактики, при които играчът може да избира измежду множество начини за постигане на дадена цел.
Deus Ex съчетава няколко настоящи теории на конспирацията и развива героя в дълбочина, нехарактерна за повечето екшън-игри. Накрая играчът е изправен пред философската дилема как да продължи развитието на света.
Множество критици и потребители определят играта като значителна стъпка към „реализъм на симулацията“, като една от първите, които предоставят морален избор, и една от малкото, основаващи се на насилие, които същевременно предоставят ненасилствена алтернатива; убиването не е задължителна част от Deus Ex.
Продължението, Deus Ex: Невидима война, е издадена на 3 Декември 2003.

### Материали за играта
- Цитати от края на играта
- Текст (сценарий) Архив на оригинала от 2005-03-30 в Wayback Machine.
- nuwen.net – Deus Ex[неработеща препратка] – Текстове от играта (е-поща, книги, кубове с данни)